# Vojaški vikar
Vojaški vikar je naslov vojaškega uslužbenca in duhovnika, ki v imenu Rimskokatoliške cerkve vodi in opravlja duhovno oskrbo v oboroženih silah. 
Vojaški vikar torej vodi vojaške kaplane in je tudi odgovoren za celostno duhovno oskrbo v vojski neke države. V primeru, da ima vojaški vikariat status škofije, slednjega vodi škof, ki ima naslov vojaškega ordinarija.

## Vojaški vikarji v Slovenski vojski
- Jože Plut (2000-2015)
- Matej Jakopič (2005-danes)

V letu 2025 je bil Matej Jakopič povišan v vojaškega uslužbenca XV. razreda (najvišji razred vojaških uslužbencev), ki je primerljiv s činom brigadirja.